# Bajarz (serial telewizyjny)
Bajarz (ang. The Storyteller) – brytyjski serial z 1988 roku wyprodukowany przez Jima Hensona.
Emisja z polskim dubbingiem rozpoczęła się na antenie TVP2 31 grudnia 1989 roku. Telewizja Polska wyemitowała serial z inną kolejnością odcinków.

## Wersja polska
Wersja polska: Centralna Wytwórnia Programów i Filmów Telewizyjnych Poltel

Reżyseria: Henryka Biedrzycka

Dialogi: Elżbieta Kowalska

Dźwięk: Krzysztof Nawrot

Montaż: Zofia Dmoch

Kierownik produkcji: Janusz Osowiecki, Ludmiła Berus

Inżynier studia: Jerzy Bogutyn

Wystąpili:
- Gustaw Lutkiewicz – Bajarz
- Mirosław Wieprzewski – pies Bajarza
- Janusz Bukowski –
  - żołnierz (odc. 1),
  - król (odc. 3)
- Jacek Jarosz – żebrak grający na skrzypcach (odc. 1)
- Mariusz Leszczyński –
  - starzec z talią kart (odc. 1),
  - Potwór z Jeziora (odc. 2),
  - jeden z mieszkańców (odc. 9)
- Jacek Dzisiewicz –
  - oberżysta (odc. 1),
  - jeden z mieszkańców (odc. 9)
- Ryszard Olesiński –
  - diabeł pilnujący wrót piekła (odc. 1),
  - McKay (odc. 2),
  - żebrak (odc. 4)
- Andrzej Arciszewski – diabeł proszący o litość (odc. 1)
- Krzysztof Strużycki – diabeł kolekcjonujący zęby (odc. 1)
- Aleksander Gawroński – diabeł z oderwanym kopytem (odc. 1)
- Tomasz Kozłowicz – Niebój (odc. 2)
- Grzegorz Wons –
  - Półmężczyzna (odc. 2),
  - kucharz-truciciel (odc. 3)
- Henryk Łapiński – 
  - ojciec Nieboja (odc. 2),
  - dworzanin (odc. 4)
- Krzysztof Ibisz –
  - Dziecko Szczęścia (odc. 3),
  - ogrodnik/książę (odc. 9)
- Mirosława Krajewska –
  - Gryf (odc. 3),
  - zła siostra #2 (odc. 7)
- Leopold Matuszczak – kanclerz (odc. 3)
- Andrzej Tomecki – król (odc. 4)
- Stanisław Brudny –
  - kucharz (odc. 4),
  - Troll (odc. 9)
- Agnieszka Pilaszewska –
  - żona Bajarza (odc. 4),
  - królewicz (odc. 4)
- Andrzej Bogusz –
  - królewski strażnik (odc. 4),
  - jeden z mieszkańców (odc. 9),
  - więzień #2 (odc. 9)
- Olga Sawicka – księżniczka (odc. 6)
- Joanna Szczepkowska – wiedźma (odc. 6)
- Tadeusz Borowski – król (odc. 6)
- Mirosław Konarowski – książę (odc. 6)
- Barbara Bursztynowicz – Bidulka (odc. 7)
- Witold Kałuski – król (odc. 7)
- Barbara Burska – zła siostra #1 (odc. 7)
- Piotr Bąk – książę (odc. 7)
- Wojciech Machnicki – minister (odc. 7)
- Anna Gornostaj – Ania (odc. 9)
- Michał Anioł – Biały Lew (odc. 9)
- Zofia Gładyszewska – Poczwara (odc. 9)
- Joanna Sobieska
- Zdzisław Winiarczyk

Lektor: Władysław Frączak

## Spis odcinków
| Data premiery  | Data polskiej premiery | N/o | Polski tytuł         | Angielski tytuł       |
| -------------- | ---------------------- | --- | -------------------- | --------------------- |
|                |                        |     |                      |                       |
| SERIA PIERWSZA |                        |     |                      |                       |
|                |                        |     |                      |                       |
| 15.05.1988     | 11.02.1990             | 01  | Żołnierz i śmierć    | The Soldier and Death |
|                |                        |     |                      |                       |
| 22.05.1988     | 04.02.1990             | 02  | Niebój               | Fearnot               |
|                |                        |     |                      |                       |
| 29.05.1988     | 18.02.1990             | 03  | Dziecko szczęścia    | The Luck Child        |
|                |                        |     |                      |                       |
| 05.06.1988     | 25.02.1990             | 04  | Zapomniana baśń      | A Story Short         |
|                |                        |     |                      |                       |
| 12.06.1988     | 31.12.1989             | 05  | Mój jeż Hans         | Hans My Hedgehog      |
|                |                        |     |                      |                       |
| 19.06.1988     | 14.01.1990             | 06  | Trzy kruki           | The Three Ravens      |
|                |                        |     |                      |                       |
| 26.06.1988     | 28.01.1990             | 07  | Bidulka              | Sapsorrow             |
|                |                        |     |                      |                       |
| 03.07.1988     | 21.01.1990             | 08  | Olbrzym bez serca    | The Heartless Giant   |
|                |                        |     |                      |                       |
| 10.07.1988     | 07.01.1990             | 09  | Prawdziwa narzeczona | The True Bride        |